# Аркадия (ном)
Арка́дия (греч. Αρκαδία) — ном в Греции, в периферии (административном округе) Греции Пелопоннес.
Административный центр — Триполис.
Аркадия — самая центральная область в Пелопоннесе, вероятно, получила своё название, приписываемое преданием Аркаду, сыну Зевса и Каллисто, от медведей, которые в древности водились на её возвышенностях.

## География
Аркадия граничит на севере с Ахеей, на западе с Элидой, на юге с Мессенией и Лаконией, на востоке с Арголидой и окружена с трёх сторон мощными пограничными горными цепями, из которых самые значительные: Килини (Зирия) на северо-востоке, Эримантос (Оленос) на северо-западе, Ликеон (Диафорти) на юго-западе и Артемисион (Малево) на востоке.
Внутренность страны тоже почти вся занята возвышенностями, которые ещё в настоящее время покрыты еловыми и дубовыми лесами. Только на востоке страны встречается значительная равнина, где некогда лежали города Тегея и Мантинея (называемая теперь равниной Триполицы, по главному городу всей области). Среди рек самыми значительными являются Алфей и Ладон, соединяющиеся между собой недалеко от границы Элиды.

## История
Аркадия — единственная страна Пелопоннеса, которой не коснулось дорическое переселение; она сохранила своих древних пеласгических обитателей, которые, главным образом, жили скотоводством и земледелием, мало или вовсе не знали промышленности, искусств (за исключением музыки) и наук, пользовались у остальных греков славой гостеприимного и благочестивого народа, поэтому новейшие поэты, в особенности творцы идиллий, как итальянец Якопо Саннадзаро и его подражатели, изображали Аркадию страной райской невинности, патриархальной простоты нравов и мирного счастья, сделав её театром своих поэтических вымыслов.
В политическом отношении Аркадия распадалась в древности на значительное число отдельных стран, которые, будучи независимы друг от друга, образовали очень слабый союз. Этот недостаток единства и был причиной того, что Аркадия, несмотря на многочисленность и воинскую доблесть своих жителей, которые часто служили наёмниками других государств, не играла никакой влиятельной роли в греческой истории, а ограничивалась защитой своей независимости от соседей. Единственная попытка основать единое государство на строго-централистической основе сделана была в 371 году до н. э. Эпаминондом, построившим город Мегалополь (Большой город). Но эта попытка не увенчалась успехом, и новая столица вследствие враждебных столкновений, с одной стороны, с антицентралистической партией в Аркадии, а с другой — со спартанцами, мало-помалу пришла в такой упадок, что получила в насмешку название «Большой пустыни». В городе Орхомен в III веке до н. э. известен тиран Аристомелид.
В конце XIX века Аркадия составляла одну из 5 пелопоннесских номархий (округов) Греческого королевства площадью в 4346 км² и населением в 148 905 человек (1879). Она разделена на 4 епархии (области): Мантинею, Кинурию, Гортинию и Мегалополис. Кроме скотоводства и земледелия, жители занимались преимущественно разведением винограда и табака.

## Уроженцы
- Димакис, Герман (греч. Γερμανός Δημάκης, 1912−2004) — греческий священник и видный член Сопротивления во время Второй мировой войны.
- Анфим Элосский (греч. Άνθιμος Επίσκοπος Έλους , ?−1821) — епископ Элладской православной церкви, политик, участник Освободительной войны Греции 1821−1829 годов.
- Явопулос, Оттон (греч. Όθων Γιαβόπουλος , 1854−1936) — греческий иконописец и художник конца XIX-го − начала XX-го веков.
- Георгиос Станотас (греч. Γεώργιος Στανωτάς, 1888−1965) — генерал-майор кавалерии, герой Второй мировой войны.

## В культуре
От географического названия произошло понятие «Аркадия» как поэтический образ страны счастливой жизни, беззаботности и радости. Аркадские пастухи, воспевавшиеся с фантастическими прикрасами, сделались предметом рода поэзии — пасторали. В таком образе запечатлел Аркадию американский художник Максфилд Пэрриш на картине «Рассвет» (1922, частное собрание).
Примеры употребления:

Лишь  очень немногие  девушки  сидели  на мягких  пуфиках,  расставленных  в   два  ряда   посредине  зала.  Остальные предавались необузданному веселью, катаясь на гладком паркете коридора. Одна присела на  корточки,  а  две другие мчались вприпрыжку, волоча её за собой. Развевались  волосы,  тряслись  груди,  белели  плечи,  взвивались  короткие шелковые  юбки.  Девушки  визжали   от   удовольствия.   Казалось,  «Озирис» преобразился в некую Аркадию — обитель классической невинности. — Э.М.Ремарк, «Триумфальная арка»
Подруги милые! в беспечности игривой

Под плясовой напев вы ре́звитесь в лугах.

И я, как вы, жила в Аркадии счастливой;

И я, на утре дней, в сих рощах и лугах

Минутны радости вкусила:

Любовь в мечтах златых мне счастие сулила;

Но что ж досталось мне в прекрасных сих местах?

Могила! — К.Н.Батюшков, «Надпись на гробе пастушки»
“Все мы, конечно, как выражался Шиллер, рождены в Аркадии, то есть вступаем в жизнь, исполненные притязаний на счастье и наслаждение, и питаем пустую надежду осуществить их на деле. Обыкновенно в скором времени является судьба, грубо налагает на нас свою руку и доказывает нам, что здесь нет ничего нашего, а все принадлежит ей, так как она имеет неоспоримое право не только на все наши владения и доходы, на нашу жену и детей, но даже на наши руки и ноги, глаза и уши, не исключая также и носа посреди нашей физиономии.” Артур  Шопенгауэр. “Афоризмы житейской мудрости"
Et in Arcadia ego — крылатое выражение.

## В астрономии
В честь Аркадии назван астероид (1020) Аркадия, открытый в 1924 году.